# Verticordia guineensis
Verticordia guineensis is een tweekleppigensoort uit de familie van de Verticordiidae. De wetenschappelijke naam van de soort is voor het eerst geldig gepubliceerd in 1931 door Thiele & Jaeckel.